# InterFON
Časopis InterFON je nastao na inicijativu studenata Fakulteta organizacionih nauka u Beogradu. Bavi se mnogobrojnim temama: životom studenata u Srbiji i inostranstvu, razvojem karijere kao i najnovijim dostignućima iz oblasti tehnologije i menadžmenta.
Na stranicama časopisa možete pronaći informacije o stipendijama, konferencijama i seminarima.